# Ali Benmakhlouf
Ali Benmakhlouf (en arabe : علي بنمخلوف) né le 10 novembre 1959 à Fès au Maroc est un philosophe, professeur de philosophie arabe classique et de philosophie de la logique.

## Champs d'étude
Ali Benmakhlouf est professeur émérite de l’université Paris-Est Créteil Val-de-Marne (UPEC), et professeur à l'université Mohammed VI polytechnique au Maroc (UM6P). Il est directeur du centre d'études africaines et codirecteur du centre de philosophie arabe classique et de philosophie des sciences à l'UM6P.  Il est philosophe de tradition analytique, spécialiste de logique ( des œuvres de Frege, Russell et Whitehead), d'éthique médicale, de philosophie arabe classique (Averroès) et de Michel de Montaigne. Il est membre titulaire de l'académie du royaume du Maroc et de l'académie nationale de pharmacie en France. 
Il organisa longtemps des colloques au Maroc dans le cadre de la convention entre le Collège international de philosophie et la Fondation du roi Abdul Aziz pour les sciences humaines et les études islamiques.
Il a été président  du comité consultatif de déontologie et d’éthique de l'Institut de recherche pour le développement (2009-2013), membre et vice-président du Comité consultatif national d'éthique (CCNE, 2008-2016). Il est membre du conseil d'orientation de l'Institut Diderot, le fonds de dotation pour le développement de l'économie sociale de Covéa, depuis mars 2009.
Il est nommé membre senior de l'Institut universitaire de France en 2016, pour une durée de cinq ans. Il est membre de la société française de philosophie et de l'institut international de philosophie. 

## Émission "Ilm wa Hadara" animée par Ali Benmakhlouf
Depuis quelques années, Ali Benmakhlouf anime une émission sur la chaîne AL AOULA intitulée *Ilm wa Hadara* (« Science et civilisation »). Ce programme culturel et scientifique met en lumière des figures emblématiques de la science au Maroc et ailleurs. À travers chaque épisode, Ali Benmakhlouf reçoit des personnalités influentes du domaine scientifique, leur permettant de partager leur parcours et leurs contributions. Le programme accueille des scientifiques, des responsables d'universités et d'institutions, ainsi que des chercheurs et chercheuses renommés, afin d'explorer leur impact sur l'avancement du savoir et de la recherche, notamment au Maroc.

## Décoration
- Chevalier de l'ordre national du Mérite

Décoration remise par le ministre de l'Éducation nationale Vincent Peillon en mars 2014.
Officier de l'ordre national du mérite au Maroc (juillet 2014).
Médaille de l'académie nationale de pharmacie (2015).

## Ouvrages

### Auteur
Ali Benmakhlouf est l'auteur de nombreux ouvrages, parmi lesquels : 
- L'humanité des autres, Albin Michel, 2023
- La réalité du passé, La croisée des chemins, 2022
- Bioétique et droits humains, La croisée des chemins, Maroc, 2019
- La force des raisons : logique et médecine, Fayard, 2018, 309 p.
- La conversation comme manière de vivre, Albin Michel, 2016, 245 p.  (ISBN 978-2226320346)
- Pourquoi lire les philosophes arabes ?, Albin Michel, 2015, 250 p. (ISBN 978-2-226-25852-6)
- Le réveil démocratique, DK éditions, Casablanca, 2015, 228 p.
- Selon la raison, DK éditions, Casablanca, 2014, 144 p.
- La Conversation, éditions Khabar Bladna, Tanger, 2014.
- Voix philosophiques, DK éditions, Casablanca, 2012.
- Droit de savoir et désir de connaître, DK éditions, Casablanca, 2012.
- Vous reprendrez bien un peu de philosophie, Politiques, DK éditions, Casablanca, 2011.
- C'est de l'art, DK éditions, Casablanca, 2011.
- L'identité, une fable philosophique, PUF, 2011, 160 p. (ISBN 978-2-13-056856-8)
- Averroès d'Ernest Renan, Alphée, 2009, 185 p.  (ISBN 978-2753804067)
- Montaigne, Les Belles Lettres, 2008, 208 p. (ISBN 978-2-251-76061-2)
- Al-Farabi : Philosopher à Bagdad au Xe siècle, Seuil, 2007, 265 p.  (ISBN 978-2020481618)
- Le Vocabulaire d'Averroès, Ellipses, 2007, 68 p.  (ISBN 978-2729833220)
- Russell, Les Belles Lettres, 2004, 252 p. (ISBN 978-2-251-76051-3)
- Frege, le nécessaire et le superflu, Vrin, 2002, 222 p.  (ISBN 978-2711615445)
- Le Vocabulaire de Russell, Ellipses, 2002, 64 p.  (ISBN 978-2729808228)
- Le Vocabulaire de Frege, Ellipses, 2001, 64 p.  (ISBN 978-2729806293)
- Averroès, Les Belles Lettres, 2000 ; rééd. Perin, 2009, 256 p.  (ISBN 978-2262030261)
- Gottlob Frege : logicien philosophe, PUF, 1997, 128 p. (ISBN 978-2-13-048390-8)
- La Raison et la Question des limites, Le Fennec, 1996  (ISBN 978-9981838451)
- Bertrand Russell. L'atomisme logique, PUF, 1996, 128 p.  (ISBN 978-2130475415)

### Directeur
Ali Benmakhlouf est le directeur de nombreux ouvrages collectifs, dont :
- L'humanité face aux changements climatiques, Fondation du roi Abdul Aziz, Casablanca, Maroc.
- La bioéthique pour quoi faire ?, PUF, 2013, 352 p.
- Pauvreté et richesse. Perspectives économiques et philosophiques, Le Fennec, 2010, 130 p.  (ISBN 978-9954415931)
- Quine, Whitehead et leurs contemporains, Presses universitaires de Nice, 2009, 336 p.  (ISBN 978-2914561464)
- Philosopher à Bagdad au Xe siècle, Le Seuil, 2007.
- Le lien social, Casablanca, Le Fennec, 2006.
- Sémantique et épistémologie, Casablanca, Le Fennec, 2004.
- Droit et participation politique, Casablanca, 2002.
- Tout est relatif ?, Casablanca, Le Fennec, 2001.
- A.N.  Whitehead, L'Univers solidaire, le temps philosophique, Université de Paris X, 1999.
- Routes et déroutes de l'universel, Casablanca, Le Fennec, 1998.
- La Raison et la question des limites, Casablanca, Le Fennec, 1997.

### Collectifs
- Ali Benmakhlouf, Nestor Capdevila, Barbara de Negroni, Claude Fohlen, Maurice-Ruben Hayoun, Patrice Maniglier, L’invention de la tolérance, L’Harmattan, 2008, 164 p. (ISBN 978-2-296-06424-9)
- Ali Benmakhlouf et Jean-François Lavigne, Avenir de la raison, devenir des rationalités : Actes du XXIXe Congrès de l'ASPLF, Vrin, 2006, 193 p.  (ISBN 978-2711617135)